# Polícia Militar do Estado de São Paulo
A Polícia Militar do Estado de São Paulo (PMESP) tem por função primordial a polícia ostensiva e a preservação da ordem pública paulista. Para fins de organização é uma força auxiliar e reserva do Exército Brasileiro, assim como suas coirmãs e integra o Sistema de Segurança Pública e Defesa Social brasileiro e está subordinada ao Governo do Estado de São Paulo através da Secretaria Estadual de Segurança Pública (SSP).
Em 15 de dezembro de 1831, por lei da Assembleia Provincial, foi criado o Corpo de Guardas Municipais Permanentes, composto de cem praças a pé, e trinta praças a cavalo, em atendimento ao decreto Imperial baixado pelo Regente Feijó. Dentro da província (atual estado de São Paulo), a Polícia Militar, assim como o Corpo de Bombeiros, a Guarda Nacional, a Marinha e as tropas regulares do Exército, faziam parte da Força Pública de São Paulo. Seus integrantes são denominados militares estaduais (artigo 42 da CRFB), assim como os membros do Corpo de Bombeiros Militar de São Paulo (CB PMESP). Atualmente, em efetivo, é a maior polícia do Brasil e a terceira maior Instituição Militar da América Latina, contando com aproximadamente 82 500 policiais.
No entanto, a PMESP é alvo de críticas, principalmente por conta de casos de abuso de autoridade, violência policial e corrupção. Um estudo divulgado em 2012 concluiu que a instituição matou quase nove vezes mais do que a polícia norte-americana. De 2006 a 2010, 2 262 pessoas foram mortas após supostos confrontos com PMs paulistas, enquanto que em todo o território dos Estados Unidos, no mesmo período, conforme dados do FBI, foram registrados 1 963 "homicídios justificados", o equivalente às resistências seguidas de morte registradas em São Paulo. A Pesquisa Nacional de Vitimização, encomendada pelo Ministério da Justiça e pelo Programa das Nações Unidas para o Desenvolvimento ao Datafolha, mostrou que a PMESP: "Já a maior taxa de extorsão e pagamento de propina envolvendo membros dessa corporação foi registrada no Rio de Janeiro (7,0%). Em seguida, com índices acima 5%, aparecem Amapá e Pará (5,3% cada)". Segundo a revista virtual da Globo Extra, entretanto, a PMESP registra a segunda maior taxa de casos de extorsão policial no país, atrás apenas da PMRJ.

## História

### Antecedentes

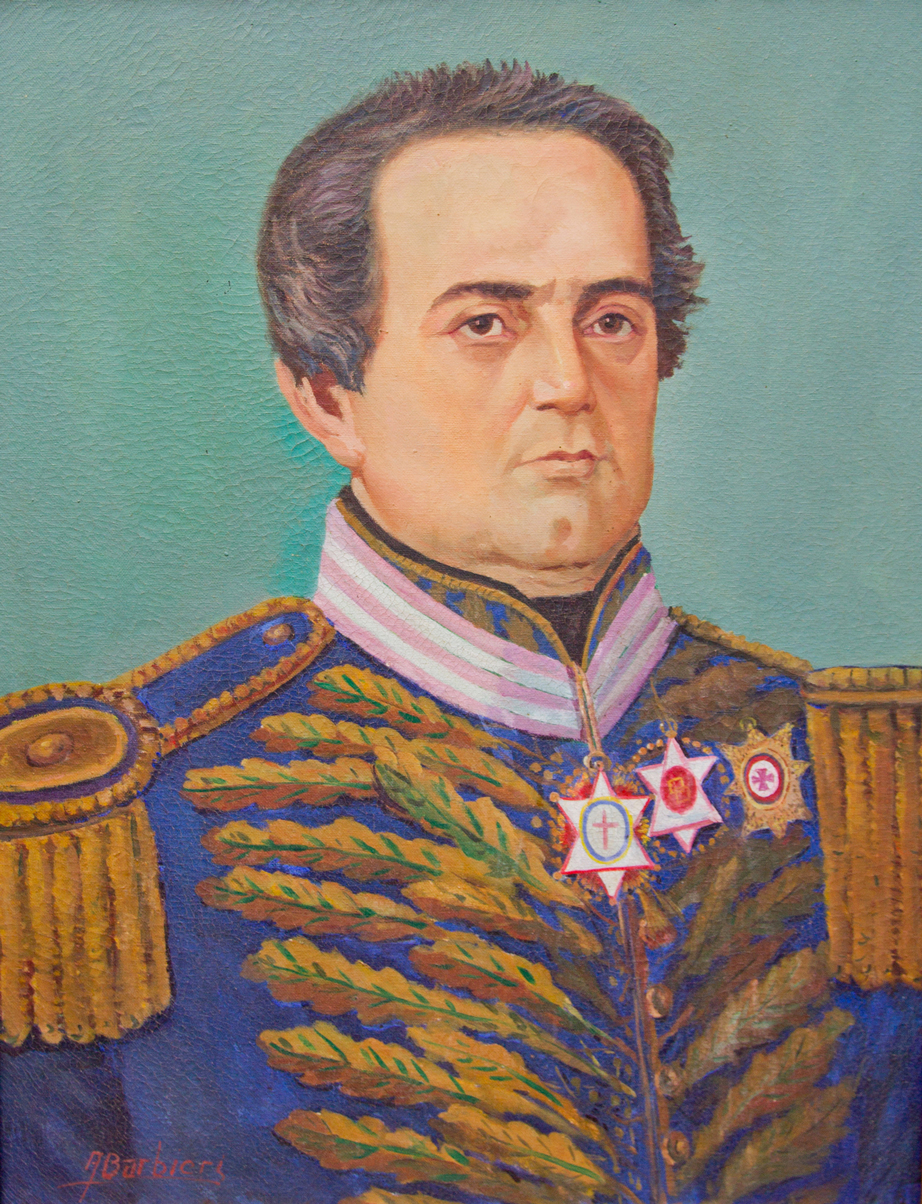
Rafael Tobias de Aguiar, o patrono da PMESP.

A Guarda Real de Polícia de Portugal, no Porto e em Lisboa, evidentemente inspirada na Gendarmerie. A vinda da família real portuguesa para o Brasil acabou por levar Dom João VI a criar, em 13 de maio de 1809, a Divisão Militar da Guarda Real de Polícia, ou simplesmente Guarda Real de Polícia, à exemplo daquela existente em Lisboa, tornando-se o embrião da polícia militar fluminense, a começar pela Corte, à época a cidade do Rio de Janeiro.
A independência desorganizou a Guarda Real de Polícia, que era composta em sua maioria por portugueses, neste momento através da Regência Provisória, foi criada provisoriamente, em 14 de junho de 1831 o corpo de Guarda Municipal provisória, ficando a segurança da cidade sob sua competência. Com a Regência Trina estabelecida, em 10 de outubro de 1831, mediante lei foi então criada o Corpo de Guardas Municipais Permanentes da Corte, e autorizava que fosse feito o mesmo nas províncias. Era a inovação da antiga Guarda Real de Polícia, agora com integrantes brasileiros e não mais os portugueses que integravam a extinta Guarda Real de Polícia.
Em São Paulo, a 15 de dezembro de 1831, por lei da Assembleia Provincial, proposta pelo Presidente da Província, Brigadeiro Rafael Tobias de Aguiar, foi criado o Corpo de Guardas Municipais Permanentes, composto de cem praças a pé, e trinta praças a cavalo; eram os "cento e trinta de trinta e um". Estava fundada a Polícia Militar do Estado de São Paulo, em atendimento ao decreto Imperial baixado pelo Regente Feijó, que se tornou o patrono da corporação. Dentro da Província e, futuramente do Estado de São Paulo, a Polícia Militar, assim como o Corpo de Bombeiros, a Guarda Nacional, a Marinha e Exército Fixo, faziam parte da Força Pública de São Paulo.

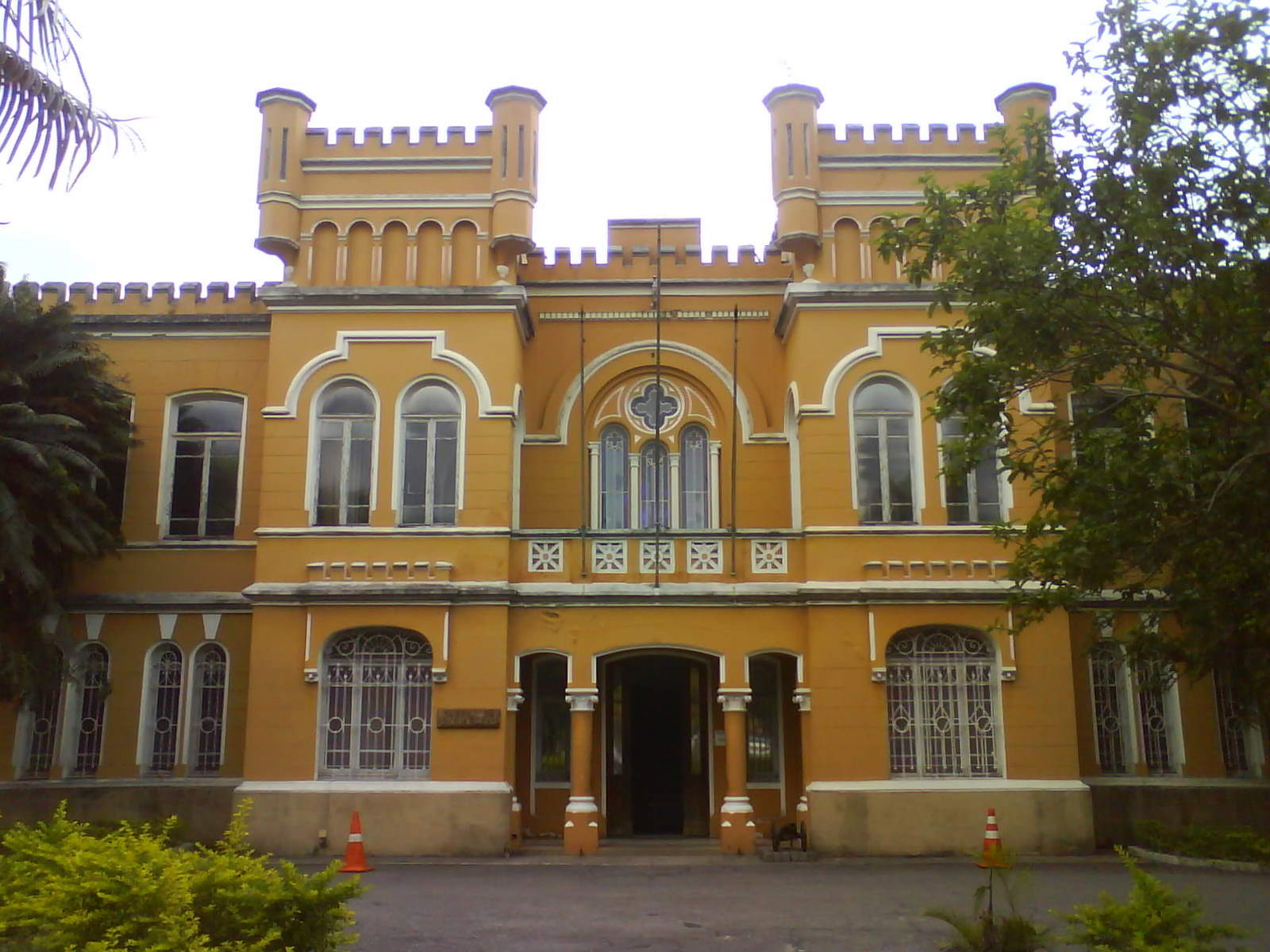
Fachada do Museu da Polícia Militar do Estado de São Paulo.

Em 1871, cria-se o Inquérito Policial e separa-se a função judicante da policial, estabelecendo-se uma linha divisória entre justiça e polícia, cujas jurisdições vinham se confundido desde épocas remotas. Assim, o julgamento de crimes passou a ser atribuição apenas de juízes, enquanto aos Delegados e Chefes de Polícia coube o preparo dos processos de crimes. Do início da república até 1896, as "forças militarizadas" de São Paulo eram compostas pela Brigada Policial (contando com o Corpo Policial Permanente e o Provisório) e pelo Corpo de Guardas Cívicos da Capital. Em 1897, é criado o Corpo de Guardas Cívicos do Interior (futuro Corpo Policial do Interior). Em 1901, as três forças seriam unificadas, constituindo formalmente Força Pública.

### Formação atual

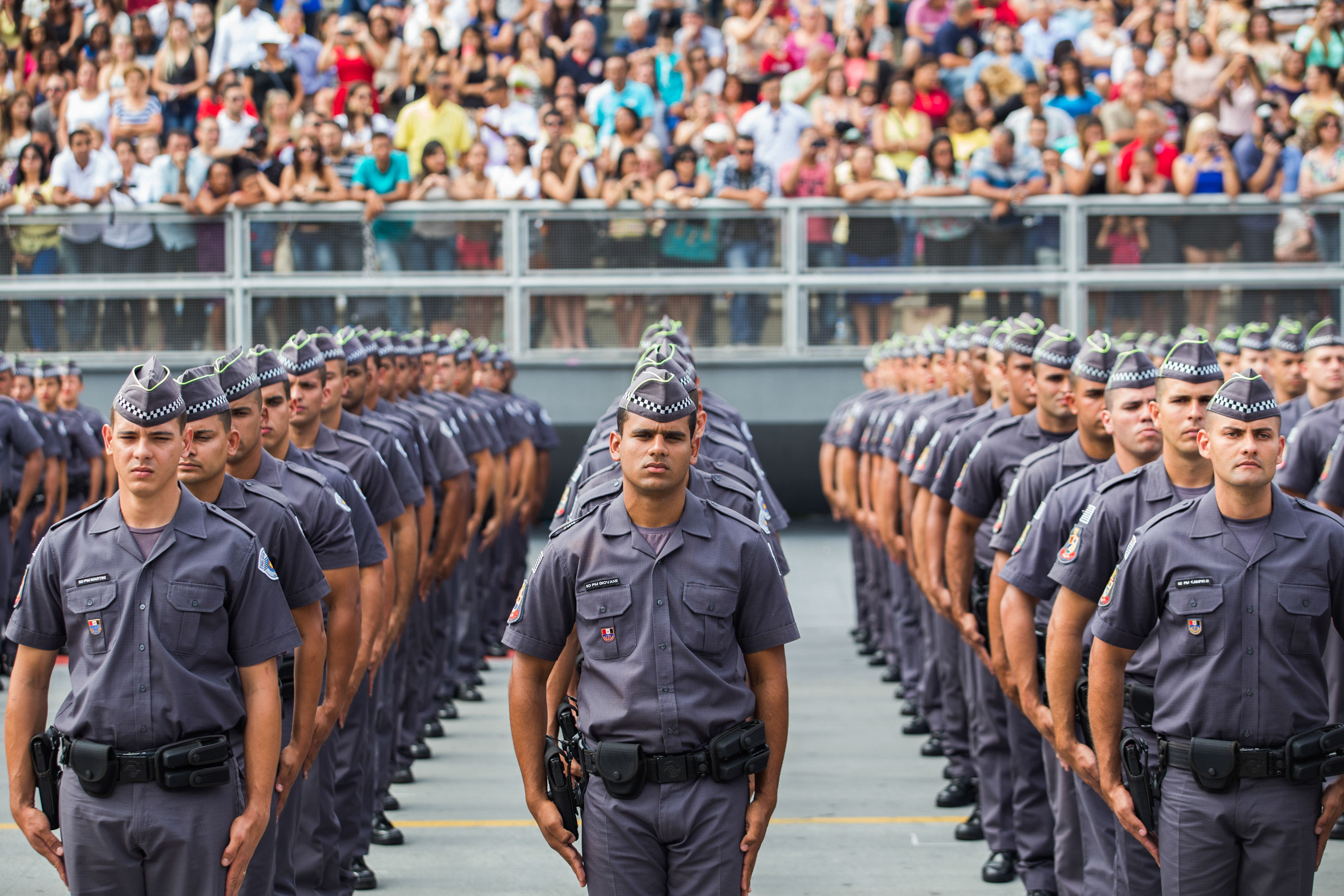
Soldados da Polícia Militar de São Paulo.

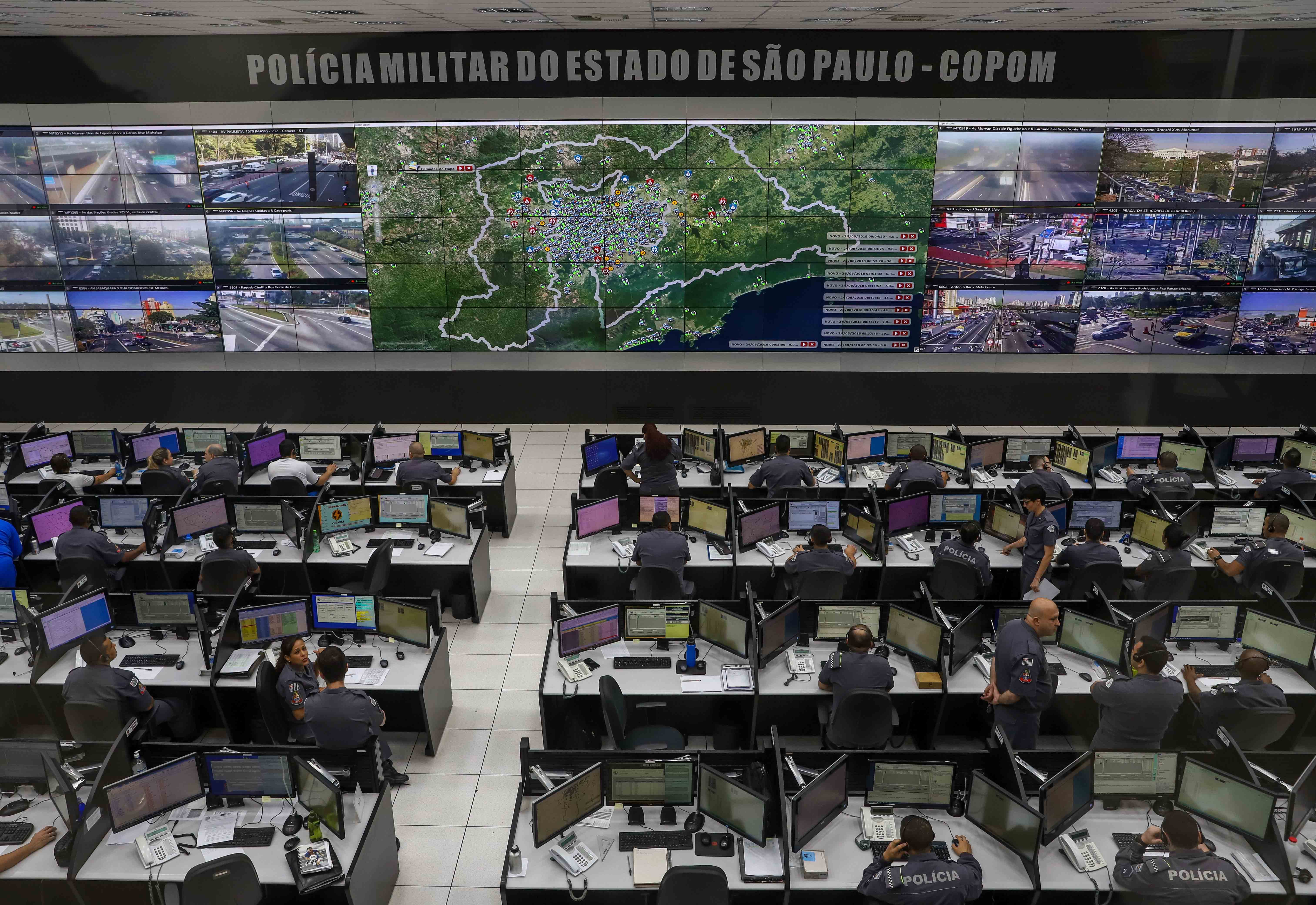
Centro de Operações da Polícia Militar (COPOM) em São Paulo.

Em 1926, é criada a Guarda Civil do Estado, como auxiliar da Força Pública, mas sem o caráter militar desta. Às vésperas da Revolução de 1930, a Força Pública do Estado de São Paulo já era o segundo maior corpo armado da América Latina, somente superada pelo próprio Exército Brasileiro. Possuía desde infantaria até aeronáutica militar. No entanto, a oposição de São Paulo contra essa Revolução levou a cortes drásticos no poderio bélico da Força por parte do Governo Provisório de Getúlio Vargas, devido ao medo do presidente de uma possível reação paulista ao golpe dado contra o Governo Washington Luís. Com São Paulo ocupado pelo governo provisório, Vargas nomeava interventores militares de outros lugares do país para comandar o estado e a Força Pública, da qual retiravam destacamentos, armas e veículos. Com o descontentamento da população, Vargas - auxiliado por Góis Monteiro e Miguel Costa - chegou a forjar revoltas dentro da Força Pública para justificar os cortes. Mesmo com seu poderio drasticamente reduzido, a Força Pública, hoje Polícia Militar, foi, com seus 10 mil homens restantes, o cerne do exército revolucionário paulista durante os três meses de guerra civil do levante constitucionalista de 1932.
Em 1970, a Força Pública se fundiria com Guarda Civil, originando a denominação atual de Polícia Militar. Desde então, a PMESP é uma organização fardada e organizada militarmente. Fica subordinada ao Governador do Estado, por meio da Secretaria da Segurança Pública e do Comando Geral da Corporação. A PMESP tem a obrigação constitucional, assim como todas as outras PMs brasileiras, de prestar seus serviços dentro dos limites do rigoroso cumprimento do dever legal. A Polícia Militar do Estado de São Paulo, possui sua corregedoria, que dispõe de meios e ferramentas para coibir excessos de sua tropa. Ela tem poder para punir os infratores, e também deve inibir e desestimular atitudes antissociais. A PMESP apresenta anualmente as estatísticas de sua atuação, incluindo os desvios de seu pessoal e as punições sofridas pelos maus. O atual Comandante Geral da Polícia Militar do Estado de São Paulo é o Coronel PM Cássio Araújo de Freitas, nomeado pelo Governador do Estado, Tarcísio de Freitas.

## Estrutura

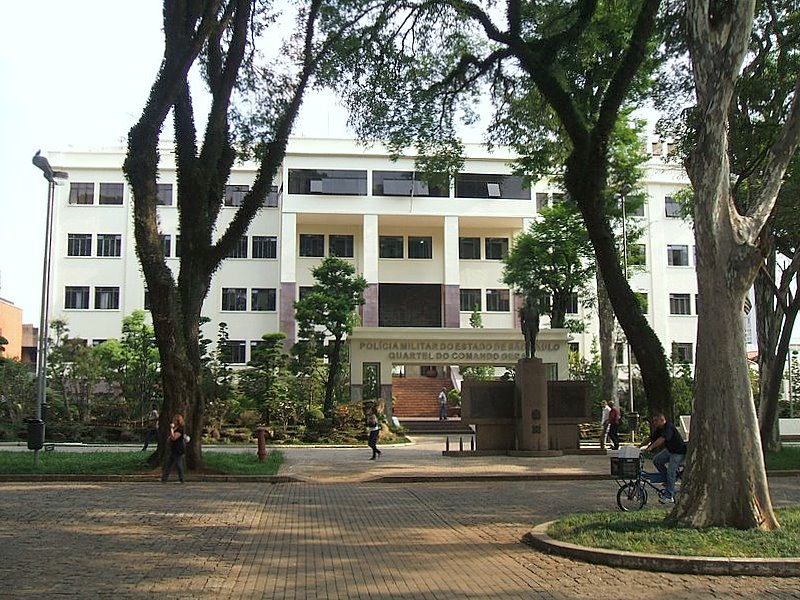
Quartel do Comando Geral da PMESP.

Para cuidar de um estado com mais de 41 milhões de habitantes e 645 municípios de características heterogêneas, a Polícia Militar do Estado de São Paulo tem, segundo dados de 2011, mais de 100 mil funcionários, 28 aeronaves, dois navios de combates, 452 embarcações, 16 mil veículos, 450 cavalos, 430 cães e 120 batalhões ao redor do território paulista.

### Comandos

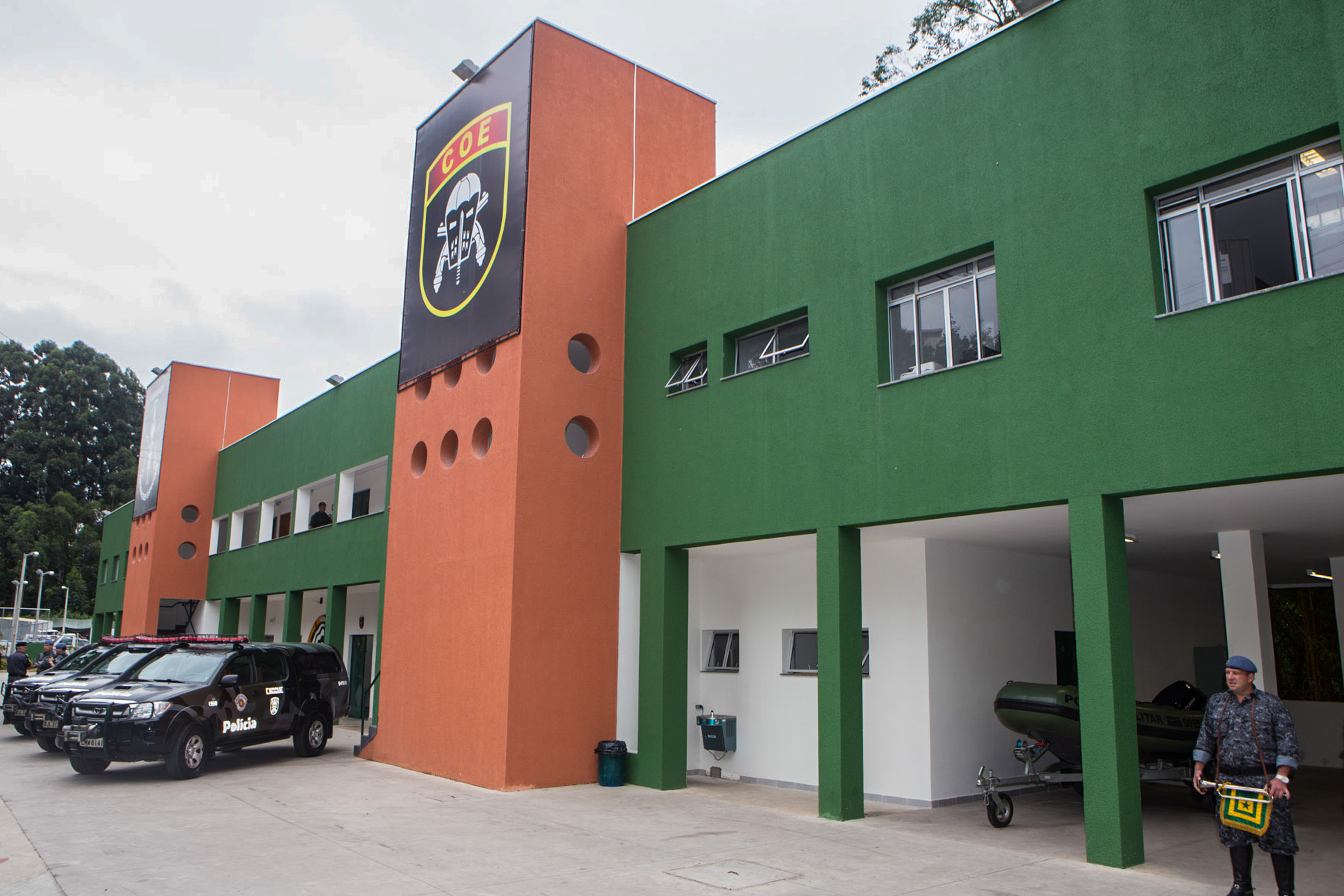
Comandos e Operações Especiais da PMESP.

A PMESP é dividida em 23 grandes comandos, 9 dos quais estão sediados na capital do estado. O Comando de Policiamento da Capital (CPC) é subdividido em oito Comandos de Policiamento de Área, distribuídos por onze regiões da capital.
O Comando de Policiamento Metropolitano (CPM) é subdividido em quatro Comandos de Policiamento de Área, distribuídos por regiões metropolitanas.
Outros comandos são o Comando do Policiamento de Choque (CPChq); o Comando do Policiamento Rodoviário (CPRv); o Comando do Policiamento Ambiental (CPAmb); Comando do Corpo de Bombeiros (CCB); o Comando do Policiamento de Trânsito (CPTran) e o Comando do Grupamento de Radiopatrulha Aérea "João Negrão" (GRPAe).
O Grande Comando de Policiamento do Interior (CPI) tem 10 subdivisões, com as respectivas sedes distribuídas pelas principais cidades do interior do estado: São José dos Campos, Campinas, Ribeirão Preto, Bauru, São José do Rio Preto, Santos, Sorocaba, Presidente Prudente, Piracicaba e Araçatuba.

#### Comando de Policiamento de Choque

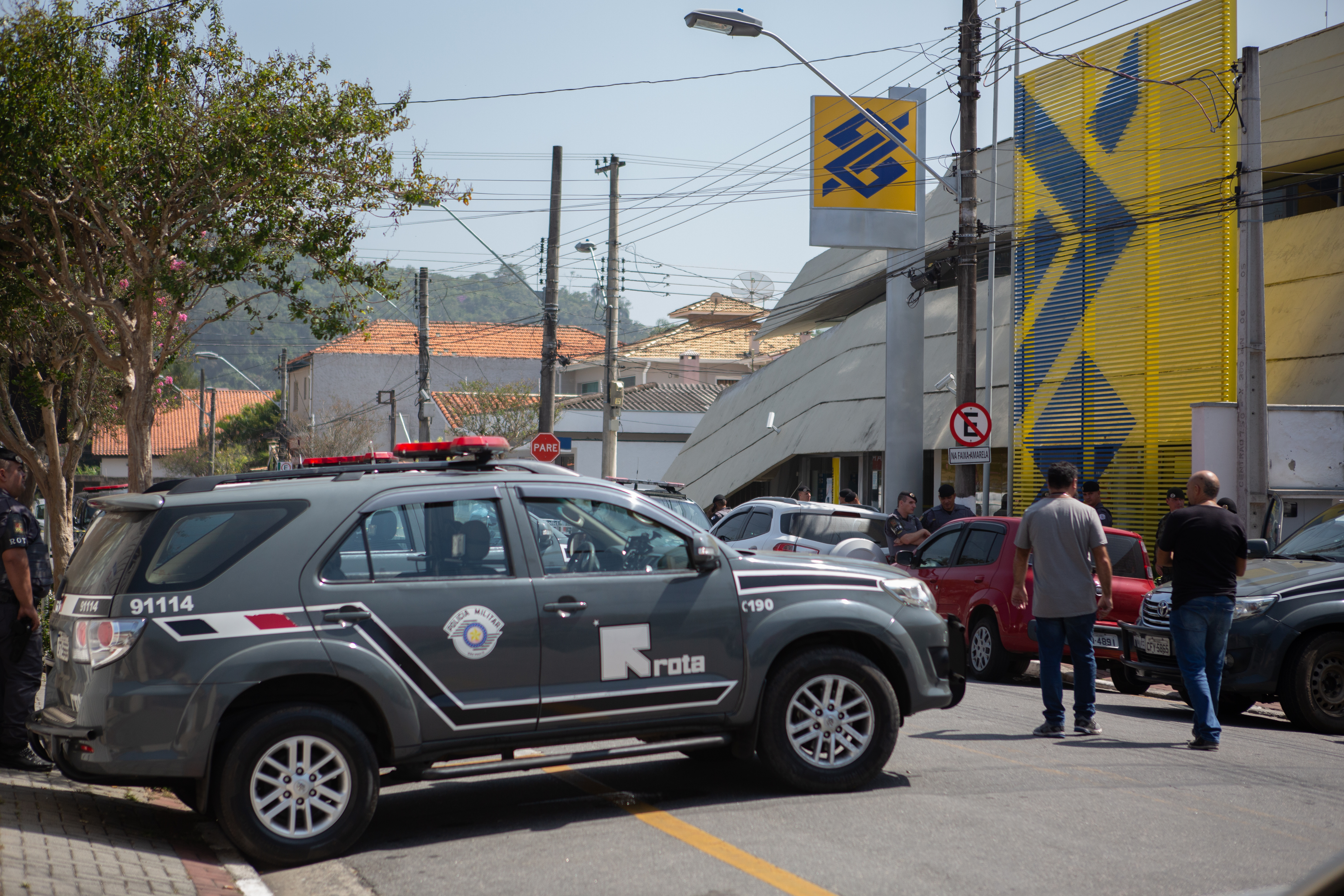
Viatura das Rondas Ostensivas Tobias de Aguiar (Rota).

Cabe ao Comando de Policiamento de Choque (CPChq) a execução de tarefas de restauração da ordem pública relativas ao controle de distúrbios civis, contra guerrilha urbana, contra guerrilha rural e operações policiais especificas que extrapolam as ações dos policiamentos ostensivos de área ou que requerem tropas especialmente treinadas. O Comando de Policiamento de Choque possui quatro companhias, criadas em 15 de outubro de 1970 sob o nome de Rondas Ostensivas Tobias de Aguiar (Rota). A tropa atua em todo Estado de São Paulo e, se necessário, apoia ações em qualquer lugar do país.

#### Comando de Policiamento Rodoviário

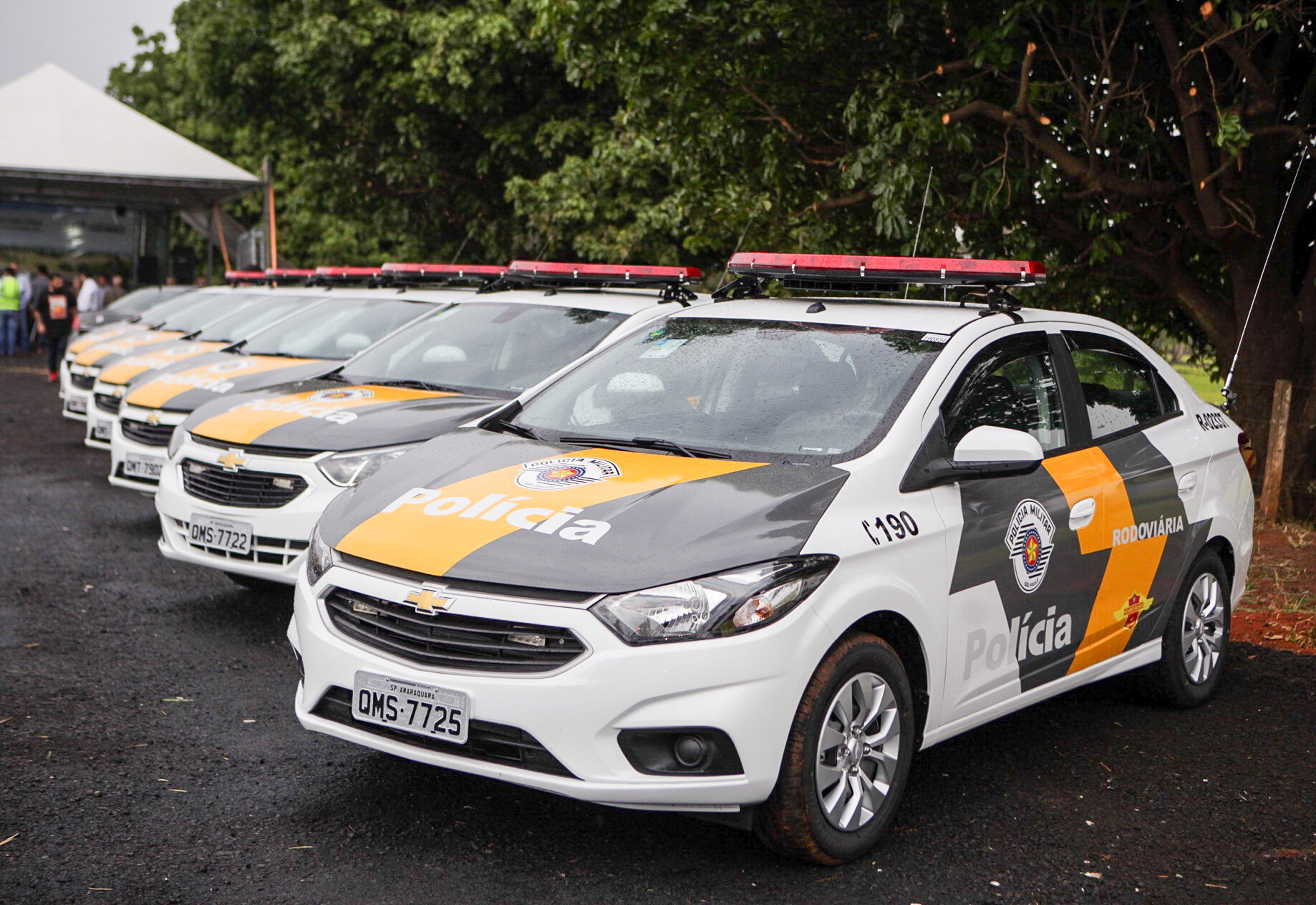
Viaturas da Polícia Rodoviária do Estado de São Paulo.

O Comando de Policiamento Rodoviário (CPRv) é responsável pelo policiamento ostensivo de trânsito e pela preservação da ordem pública no sistema rodoviário paulista. Possui mais de 3,5 mil homens e mulheres. A Polícia Rodoviária do Estado de São Paulo foi criada na década de 1940 pelo governador Ademar Pereira de Barros com o nome de Grupo Especial de Polícia Rodoviária.

#### Comando do Policiamento Ambiental
O Comando do Policiamento Ambiental possui 100 unidades de atendimento e um efetivo de mais de 2,1 mil homens e mulheres dedicados ao policiamento ambiental, além de mais de 400 viaturas, embarcações e motocicletas. A Polícia Ambiental conta ainda recursos de monitoramento por satélite para regiões de difícil acesso e também atua ainda nas regiões de interesse ambiental, como nas unidades de conservação paulistas, que juntas somam uma área de mais de 760 mil hectares.

#### Comando do Corpo de Bombeiros

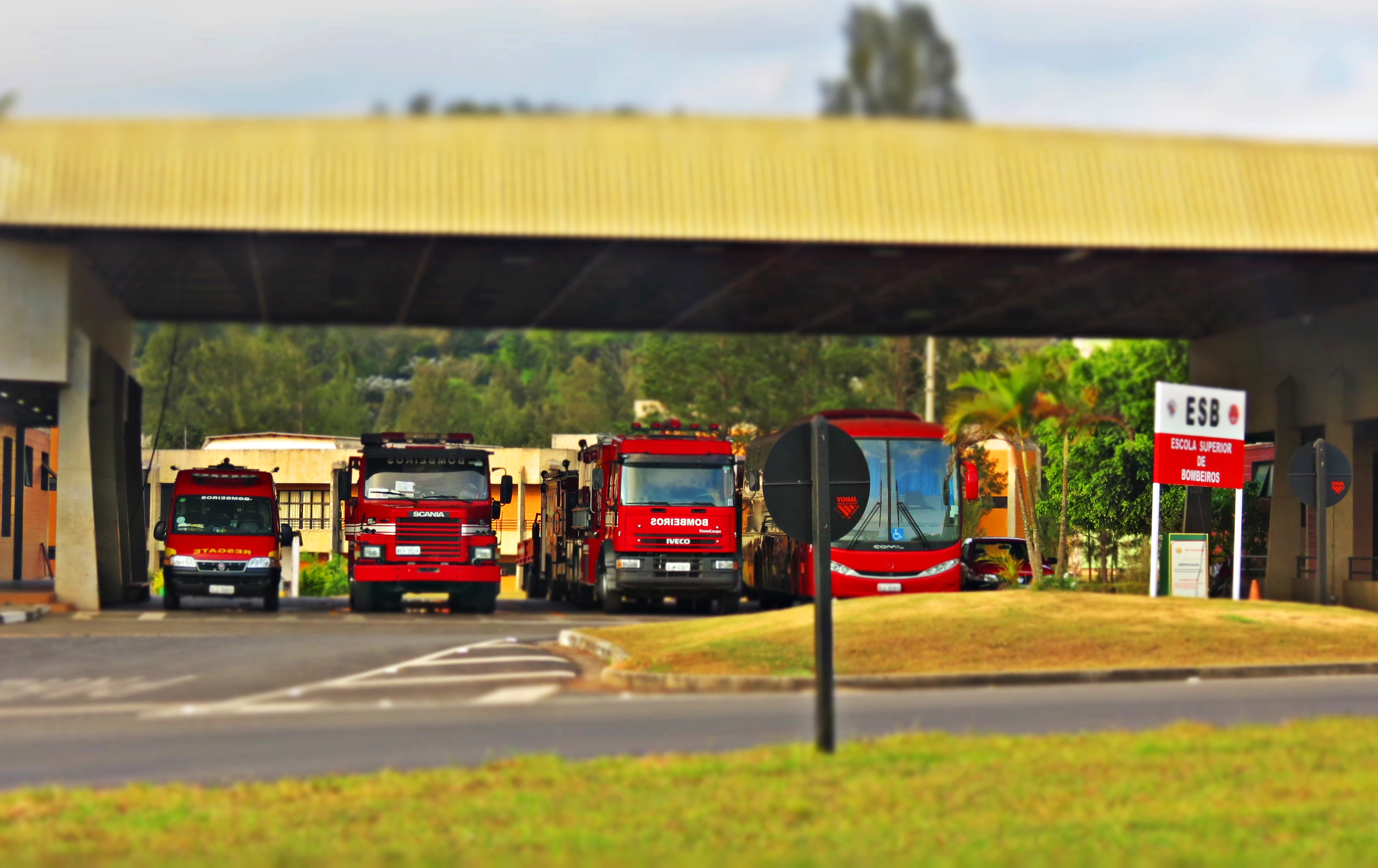
Escola Superior de Bombeiros.

Criado em meados de 1880, a principal missão do Corpo de Bombeiros da Polícia Militar do Estado de São Paulo (CB PMESP) é a "preservação da vida, do meio ambiente e do patrimônio". Em 23 de outubro de 2014, ganhou autonomia em relação à PMESP passando a reportar-se diretamente ao Secretário da Segurança Pública, sobre temas relacionados às operações. Segundo dados de 2020, o Corpo de Bombeiros de São Paulo contava com 8,4 mil bombeiros, 2,2 mil viaturas e 20 grupamentos.
O Corpo de Bombeiros também mantém a Escola Superior de Bombeiros, localizada no município de Franco da Rocha, às margens da represa de Mairiporã. Seu terreno fica em meio a áreas verdes e conta com uma área de cerca 109 hectares e uma área construída de 51 mil metros quadrados.

#### Comando do Grupamento de Radiopatrulha Aérea

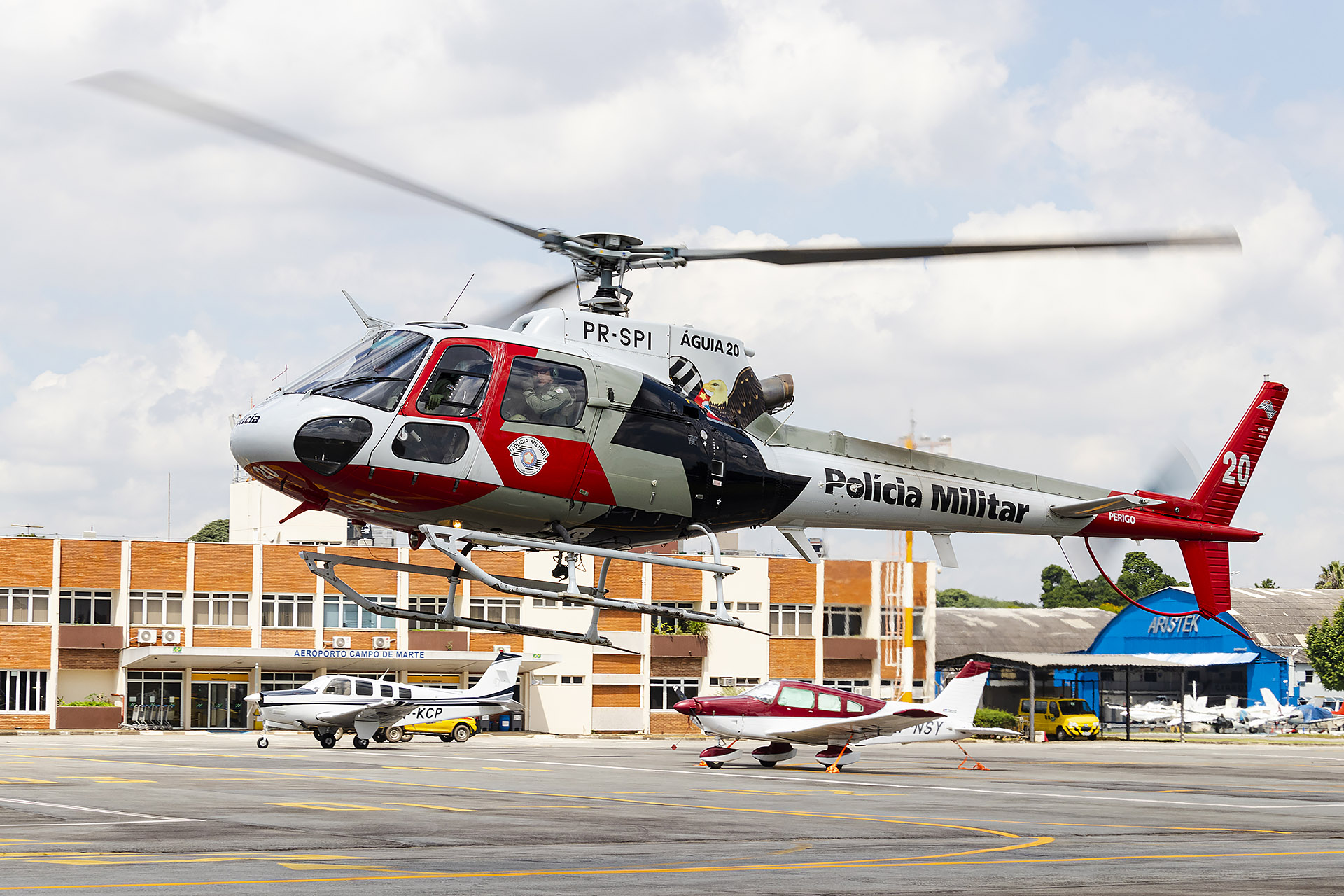
Águia 20 da PMESP.

A PMESP foi pioneira da aviação no Brasil. No dia 15 de agosto de 1984 estava oficialmente criado o antigo GRPAe João Negrão (Grupamento de Radiopatrulha Aérea) que após 2018 o seu nome foi alterado para CAvPM (Comando de Aviação da Polícia Militar) junto das Bases de Radiopatrulha Aérea localizadas no interior que foram alteradas para Base de Aviação, ao todo, atualmente opera uma frota 30 aeronaves e 11 bases. Cinco das dez Base de Aviação no Estado de São Paulo, Santos/Guarujá Campinas e São José dos Campos são equipados com Grupo de Resgate e Atenção as Urgências e Emergências (GRAU), que é considerado a "tropa de elite" do Estado no Resgate de Emergências Médicas (REM).

### Policiamento
Os programas de policiamento são voltados para objetivos específicos, constituídos por conjuntos de diretrizes ajustáveis ao longo do tempo.

#### Forças Táticas

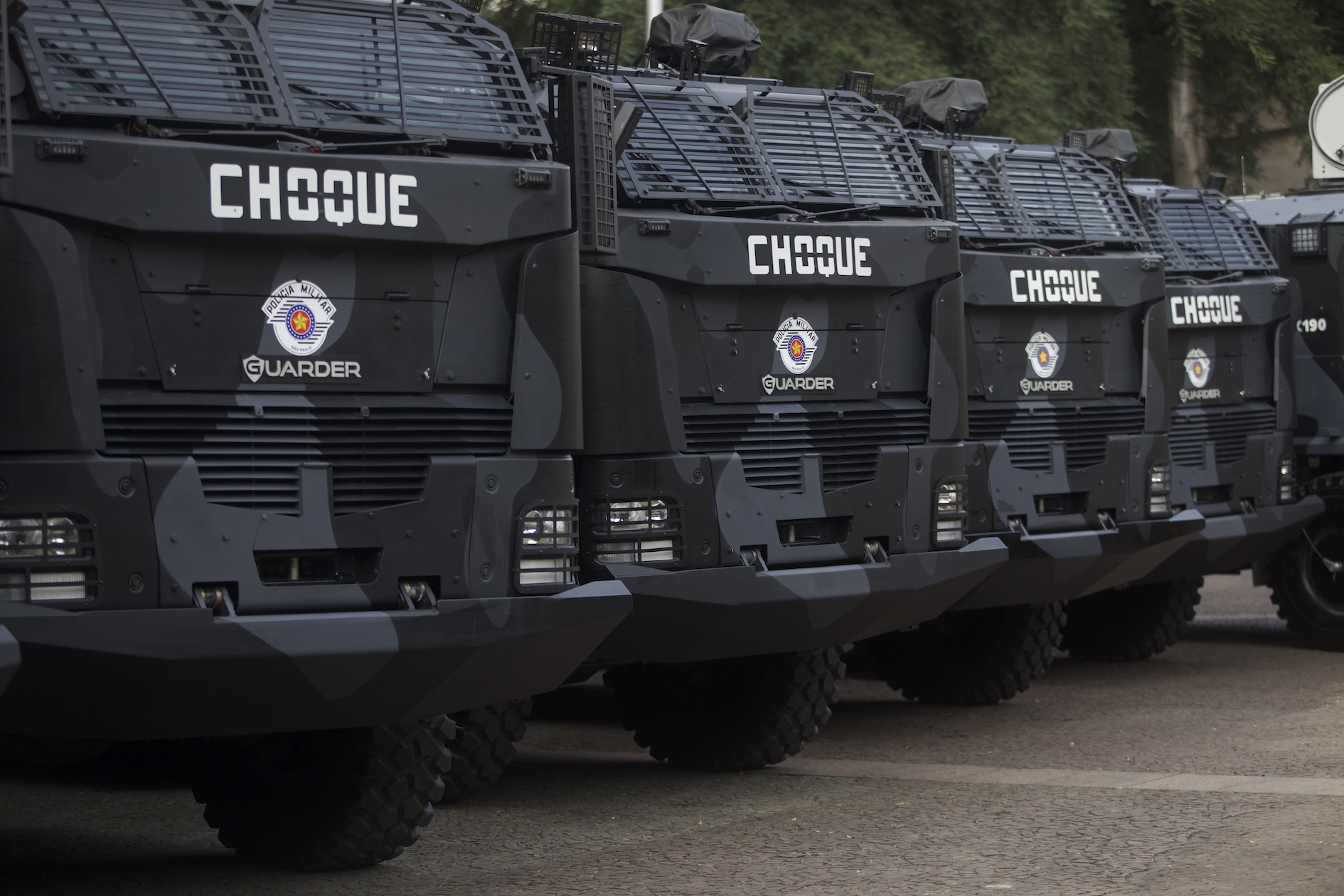
Veículos blindados da PMESP.

A Força Tática atua preferencialmente em regiões específicas que apresentam certas peculiaridades com especial atenção àquelas com mais elevados índices de criminalidade e ou violência, considerados especialmente os homicídios e roubos. Suas principais ações são: a prevenção setorizada, com intensificação ou saturação localizada de policiamento, repressão ao crime organizado ou em locais com alto índice de crimes violentos, ocorrências de vulto, eventos de importância, controle de tumultos de pequenas dimensões e ações para restauração da ordem pública que não justifiquem a mobilização do efetivo do Batalhão de Choque. Seu patrulhamento tático é motorizado - executado com viaturas do tipo caminhonete cabinada (SUV: Sport Utility Vehicles) e com reforço de armamento e equipamento diferenciado que lhe permite enfrentar situações de confronto de maior intensidade nas quais as equipes regulares de policiamento, devido ao seu equipamento menos especializado, estariam em condições muito desfavoráveis assim como permite que preste suporte às unidades regulares com maior capacidade.

#### Escolar e comunitário

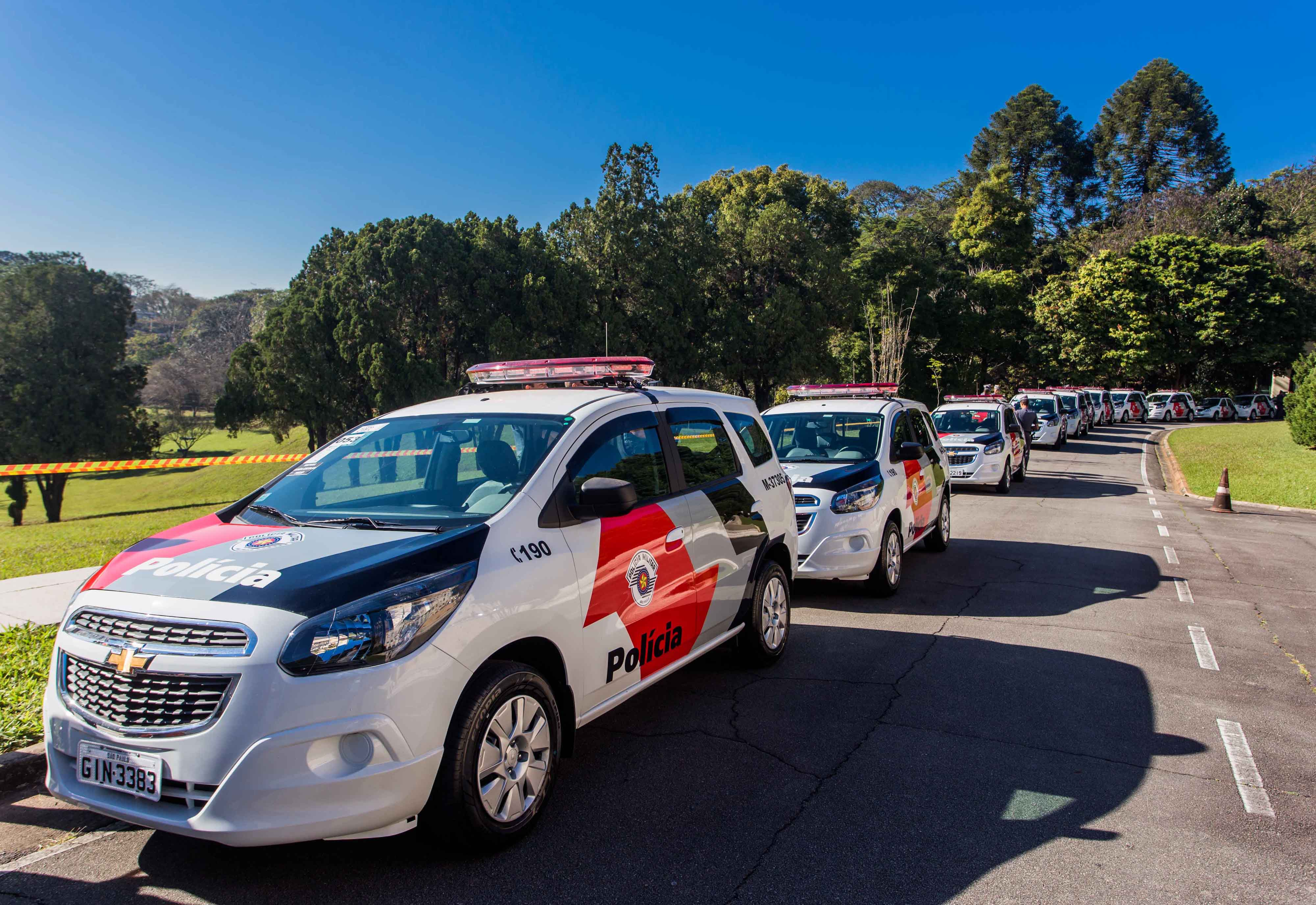
Viaturas da PMESP

Realizado por meio da Ronda Escolar, o policiamento escolar é um programa cujo objetivo é a proteção dos estabelecimentos de ensino e de toda comunidade escolar.
O programa de policiamento comunitário visa aproximar a população da PM através do uso de Bases Comunitárias de Segurança, Posto Policial-Militar, Bases Comunitárias de Segurança Distrital, Base Operacional e Base Comunitária Móvel.

#### ROCAM

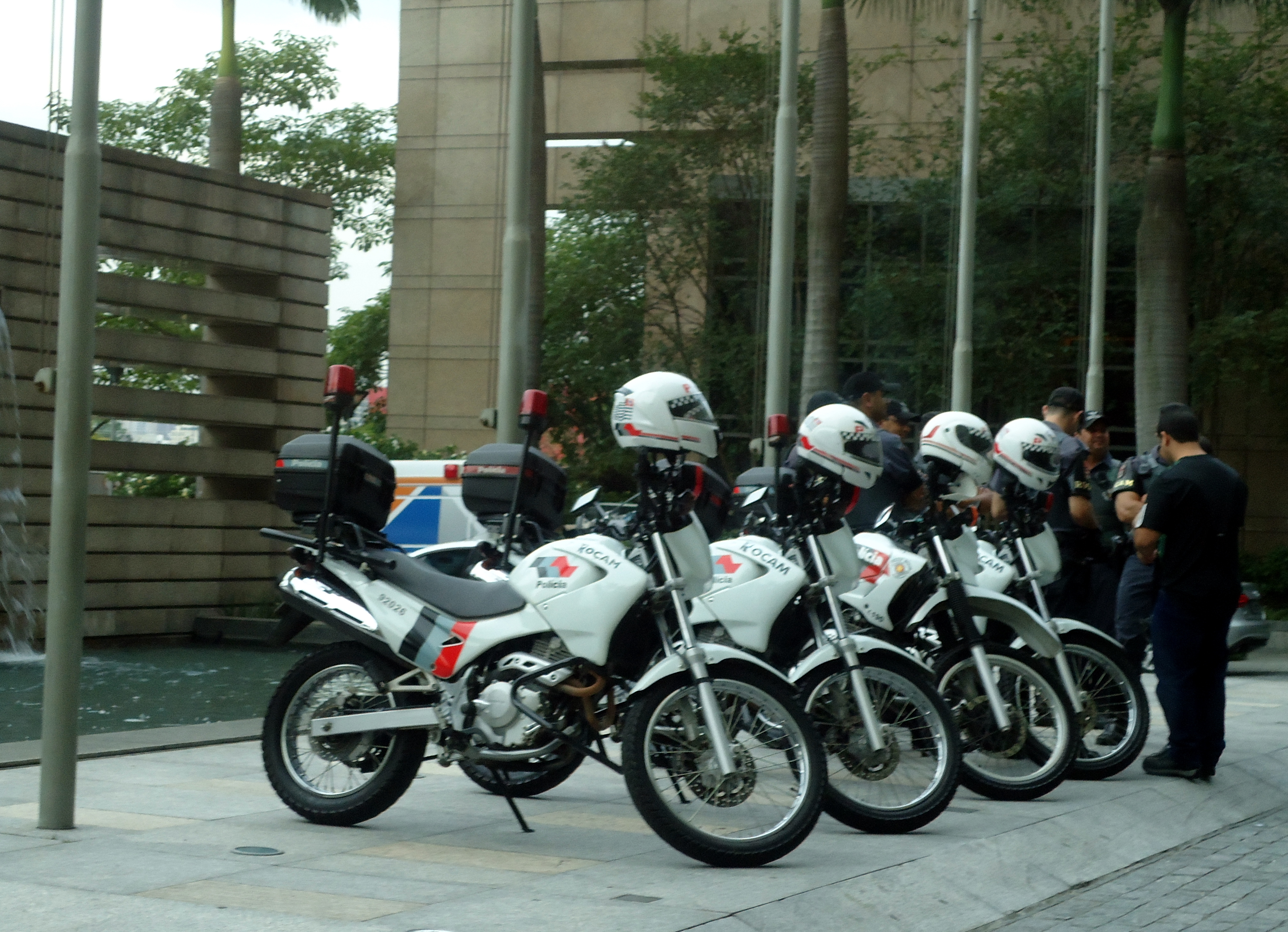
Motocicletas da Ronda Ostensiva com Apoio de Motocicletas (Rocam)

Programa de policiamento voltado à prevenção de ilícitos penais, principalmente nos grandes corredores de trânsito dos municípios mais populosos. Foi criada em 5 de novembro de 1982 no 1º Batalhão de Polícia de Choque (ROTA) da PMESP com a finalidade principal de auxiliar no combate à criminalidade nos centros comerciais e bancários no intenso trânsito da cidade de São Paulo junto com as viaturas da ROTA. O programa teve tal êxito que foi expandido e adotado por outras instituições policiais em diferentes estados do Brasil.

#### Trânsito
O programa de policiamento de trânsito é voltado ao combate de delitos de tráfego e na manutenção da fluidez do tráfego, com o objetivo de melhorar a fiscalização de trânsito. Os policiais militares deste programa recebem instrução sobre legislação de trânsito e atuam em pontos previamente selecionados, como também em operações específicas, como coibir o uso de álcool por motoristas e fiscalizar o transporte de cargas perigosas.

### Instituições de ensino
A formação, graduação, pós-graduação, aperfeiçoamento, habilitação e treinamento dos policiais militares são realizados por intermédio dos Órgãos de Apoio de Ensino Superior da Diretoria de Ensino da Polícia Militar.

#### Academia de Polícia Militar do Barro Branco

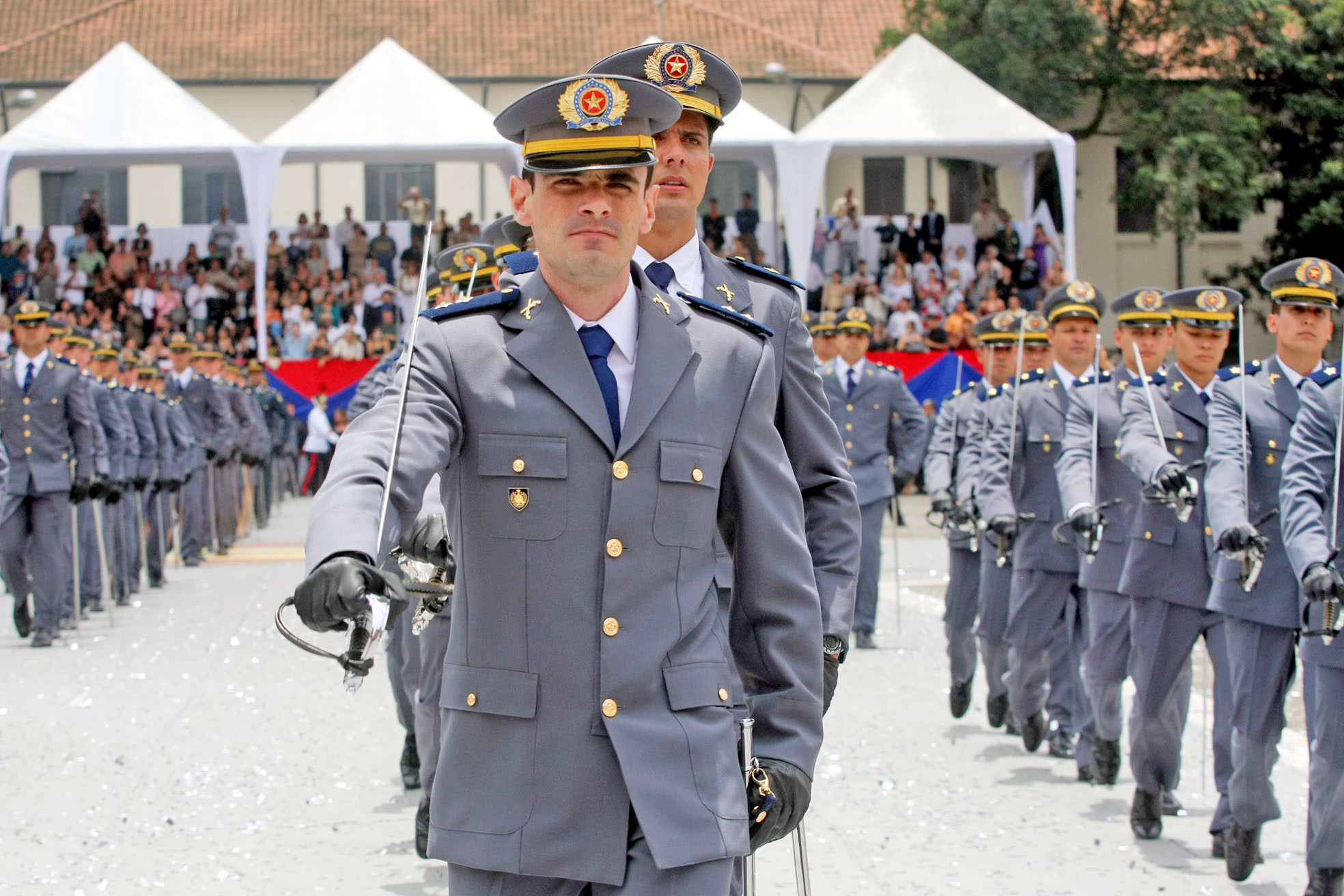
Cerimônia de formação de PMs na Academia de Polícia Militar do Barro Branco.

A Academia de Polícia Militar do Barro Branco (APMBB), criada pela Lei 1 244, de 27 de dezembro de 1910, com a denominação de Companhia da Força Pública (nome à época, da atual Polícia Militar do Estado de São Paulo), e com atual denominação que lhe atribuiu o Decreto n.º 11 241, de 9 de março de 1978, é o órgão de apoio de ensino superior da Polícia Militar.
A história da APMBB, remonta ao ano de 1910, com a implementação do Curso Literário e Científico trazido pela Missão Militar Francesa, que chegou em São Paulo em 28 de março de 1906, contratada pelo então Governador do Estado Jorge Tibiriçá, com o propósito de ministrar instrução à tropa da Força Pública.

#### Escola de Educação Física
A Escola de Educação Física é responsável pela graduação de oficiais em educação física e também realiza especializações voltadas ao aprimoramento das doutrinas de policiamento e segurança pública, além de promover atendimento fisioterápico e serviço ambulatorial nas especialidades ortopédica traumatológica e desportiva.

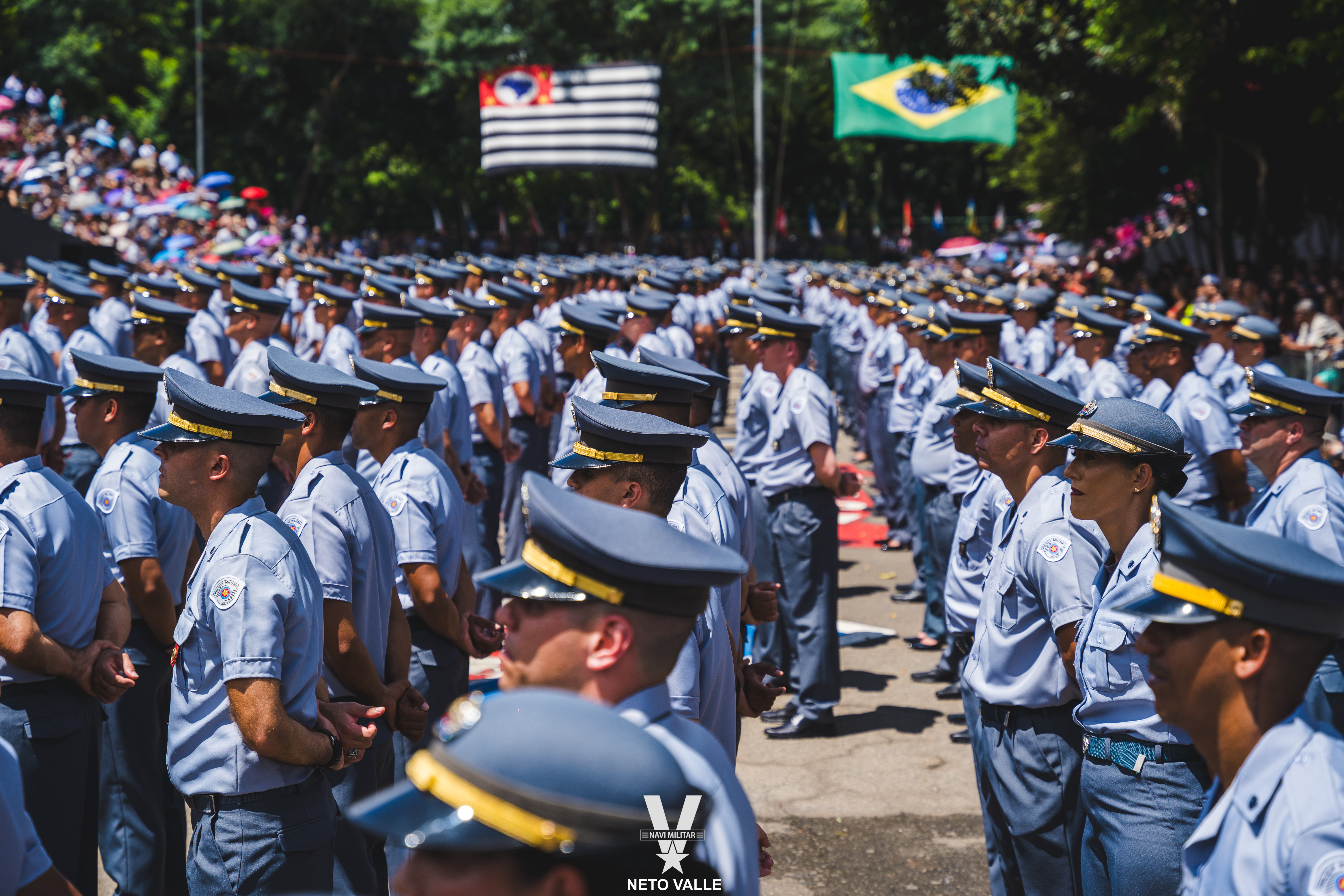
Cerimônia de formação de PMs na Escola Superior de Sargentos da Polícia Militar de São Paulo

#### Escola Superior de Sargentos
A Escola Superior de Sargentos forma os sargentos policiais militares em ciência pedagógica, técnica policial, meio ambiente e relações humanas. A instituição remonta ao 2º Batalhão de Caçadores (2º BC), que, em 1º de setembro de 1936, deu origem ao Batalhão de Guardas (BG). Em 1970, por força da Lei de 28 de agosto do mesmo ano, o Batalhão de Guardas passou a denominar-se Escola de Formação e Aperfeiçoamento (EFA). Em 1974, o nome da escola foi alterado para Centro de Formação e Aperfeiçoamento de Praças (CFAP), permanecendo até outubro de 2009, quando passou a denominar-se Escola Superior de Sargentos (ESSgt), que atende cerca de 2 mil alunos.

#### Escola Superior de Soldados
A Escola Superior de Soldados forma o soldado PM de 2ª Classe masculino e feminino, além de realizar também o Curso de Direção Defensiva aos Oficiais e Praças da Instituição. Foi criada em 2 de outubro de 1984 e o ingresso está aberto a jovens após aprovação em concurso público. O curso, com dois anos de duração, compreende seis meses de formação básica, seis meses de formação específica, além de mais 12 meses de estágio supervisionado nas ruas. O curso tem o grau de técnico de nível superior.

### Corregedoria
A DPM (Delegacia da Polícia Militar) foi criada em 1948, pelo Governador Ademar de Barros. A finalidade da Corregedoria da Polícia Militar é assegurar a disciplina e a apuração das infrações penais na Corporação, fornecendo amplos poderes ao Corregedor para a consecução do objetivo maior de oferecer à população um serviço de segurança de excelente qualidade. Ainda, são mantidas as investigações para a apuração de casos em que o policial militar é vítima. A Polícia Militar de São Paulo é o principal ator das permanentes quedas nos índices de criminalidade em São Paulo. Contudo, estima-se que 95% dos crimes fiquem impunes em São Paulo. A ineficiência no esclarecimento de crimes pode ser ainda maior, considerando que 70% dos crimes não são denunciados. Menos de 6% dos boletins de ocorrência lavrados com base na atuação da Polícia Militar se revertem em Inquéritos Policiais.

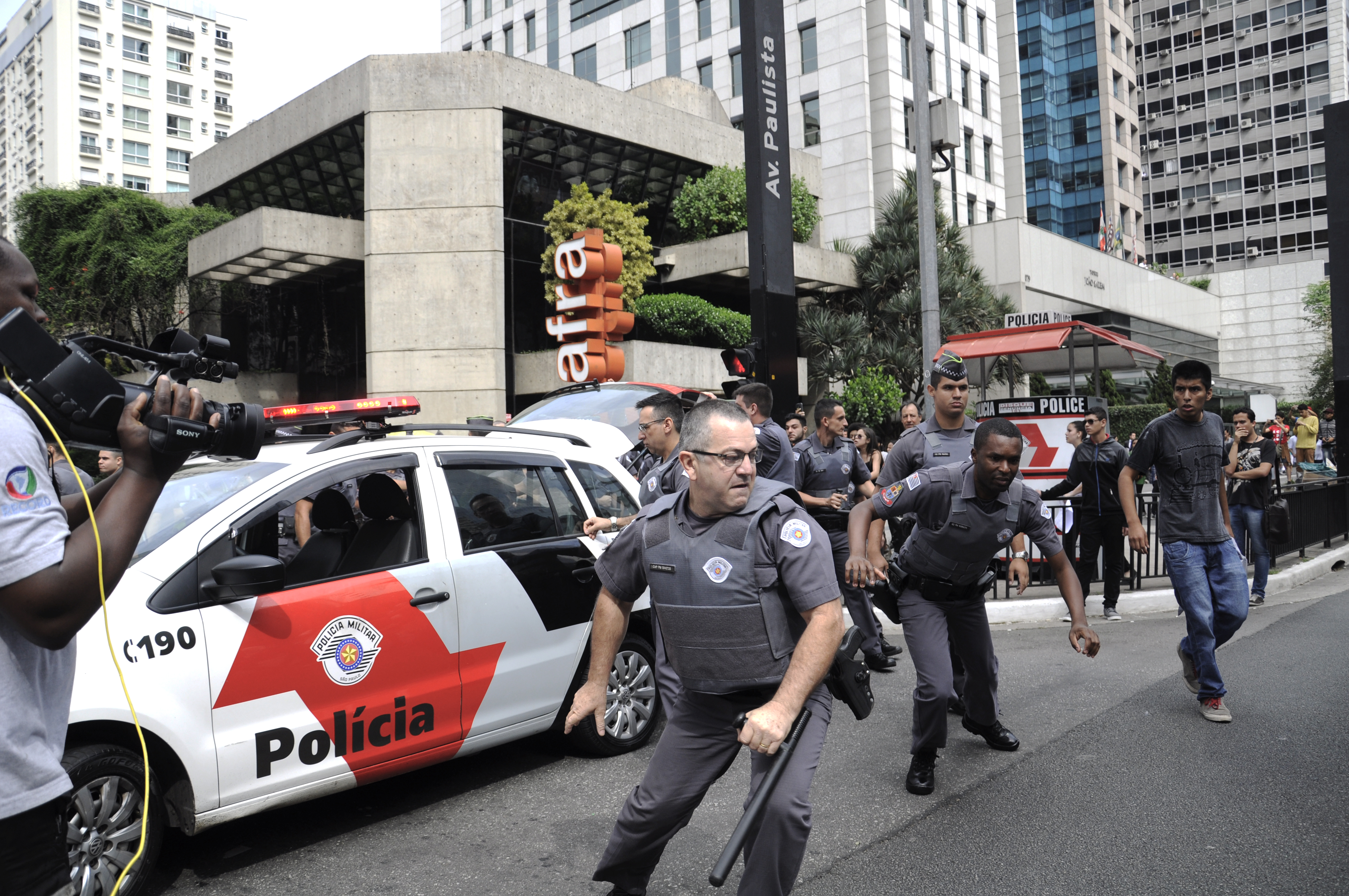
Estudantes da rede pública de ensino de São Paulo em outubro de 2015. Os secundaristas reinvocavam, também, melhorias na infraestrutura das escolas. O policial tentava agredir um cinegrafista que estava filmando uma prisão arbitrária e um manifestante que chutou seu quepe.

É importante lembrar que o esclarecimento de crimes não é competência da Policia Militar e sim da Policia Civil, o que, de toda forma, não exime a PMESP das acusações de ineficiência, uma vez que justamente a existência de duas polícias com competências exclusivas e por vezes conflitantes é um dos principais problemas apontados pelos críticos em matéria de segurança pública. Aliás, muitos indicadores mostram que a militarização da polícia não favorece uma sociedade mais segura. A militarização da polícia não é vista com bons olhos pelas ciências sociais. Contudo, o sistema da militarizado de polícia é adotado em diversos países entre eles Itália, Portugal, Espanha, França, Mônaco, Vaticano, Chile, Bélgica e outros sendo sua implantação apoiada e questionada por diversos especialistas.
Frente a tantas acusações atribuídas à Corporação a PMESP tem buscado a vários anos o aprimoramento de seus serviços buscando junto à sociedade civil organizada o reconhecimento da qualidade de sua atuação. Exemplo disso é a certificação da administração de diversas Organizações Policiais Militares pelos protocolos ISO 9000:1 Tem-se mais de uma década que os administradores da Polícia Militar do Estado de São Paulo vêm promovendo iniciativas de gestão pela qualidade no âmbito da PMESP. Setores de influência na avaliação da administração de empresas vem reconhecendo os esforços do Militares de Polícia Paulistas. Integrando esse processo de aprimoramento profissional a Polícia Militar adotou os padrões de Órgãos Internacionais de Direitos Humanos para os procedimentos operacionais utilizados pelos seus integrantes, sendo que grande parte das atuações será revisada pela Cruz Vermelha Internacional. Em 10 de abril de 2013 o Instituto Sou da Paz reconheceu a eficiência de diversas ações implementadas pela Polícia Militar do Estado de São Paulo por meio do 5º Prêmio Polícia Cidadã, relacionando o sucesso do evento ao comprometimento dos policiais com uma polícia cidadã.

## Críticas
A instituição é acusada de repressão a movimentos políticos contrários aos interesses do Estado, corrupção e de reprimir violentamente populações da periferia, movimentos sociais e movimentos políticos, além de, em alguns casos, falsificar evidências para incriminar tais movimentos.
As acusações de abuso policial são parcialmente confirmadas pela própria corregedoria da polícia, mas é difícil definir a extensão deste problema, devido à própria proeminência desta instituição no cenário político e investigativo do Estado. Membros da PM de São Paulo foram acusados de estar envolvidos em quadrilhas que roubavam caixas eletrônicos. A corporação foi acusada de matar mais do que todas as polícias dos Estados Unidos juntas, e envolveu-se em conflitos repudiados por grandes parcelas da população e importantes autoridades, como as repressões à marcha da maconha, aos protestos de camelôs, ao protesto contra o aumento do preço de ônibus na capital paulista e uma reintegração de posse na Universidade de São Paulo, repudiada pelo presidente da Ordem dos Advogados do Brasil (OAB) no Rio de Janeiro. No caso da marcha da maconha, dois PMs foram afastados após apuração de abuso de autoridade na repressão à marcha. Segundo o jornal Folha de S.Paulo, "Um repórter, que portava crachá, foi atingido por jatos de spray de pimenta por um PM [...] Denúncias similares foram apresentadas pelos alunos da USP a respeito da reintegração de posse de 2011. Em 2005, moradores de várias favelas foram juntos à corregedoria da polícia militar pedir a apuração de diversos crimes cometidos por policiais, como roubo e tortura.

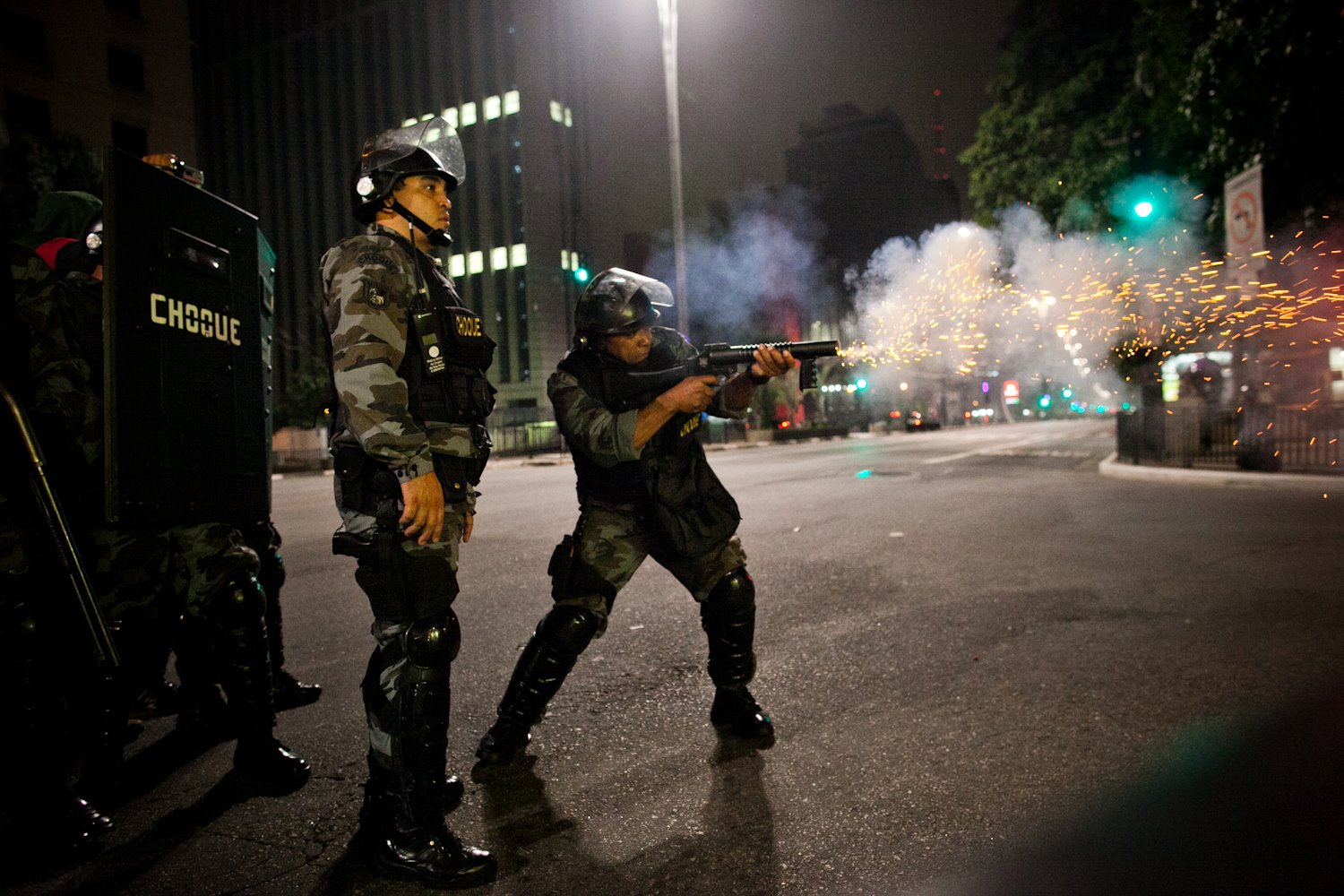
Soldados da polícia militar atiram em direção de manifestantes na Avenida Paulista, em São Paulo, durante os protestos de junho de 2013.

Um relatório da polícia civil de 2011 estimou que PMs foram responsáveis por pelo menos 150 assassinatos. Os motivos seriam vingança, limpeza e abuso de autoridade. Cerca de 300 policiais militares são expulsos anualmente por infração do regimento interno ou por crimes. Em 2005, uma ação abusiva de Policiais Militares foi filmada e denunciada em Franca. Questiona-se também o fato do Brasão de Armas da Corporação celebrar o golpe civil-militar de 1964.
Justo que se demonstre que a Ordem dos Advogados do Brasil (OAB) também reconhece, em alguns casos manobras para a exploração política e econômica praticada por líderes de movimentos sociais contra populações carentes, e que, ainda que a Polícia Militar seja alvo de diversas acusações de violação de direitos humanos, existem aquelas que não se sustentam, permitindo o entendimento de que apurações isentas devem ser feitas para cada caso. Existem teorias que atribuem a intensificação da prática de tortura e da violência nas instituições policiais à ditadura militar. Em São Paulo, a maior parte das denúncias de violência em ação policial com prejuízo à integridade física se refere à Polícia Militar.
O jornal Folha de S.Paulo elencou alguns dos crimes mais notáveis perpetrados pela instituição:

"Em 1996, o Ministério Público pediu à Justiça a libertação de sete suspeitos do assalto ao bar Bodega, ocorrido em 10 de agosto, em Moema (zona sudoeste de São Paulo). Houve suspeita que os acusados confessaram o crime sob tortura. Um mês depois, foram presos os cinco verdadeiros autores do crime. Os policiais foram denunciados à Justiça. Em maio de 96, foi identificado e preso um grupo de extermínio formado por quatro PMs da Rota. A quadrilha é acusada de participação em três chacinas, uma tentativa de homicídio e três roubos. No início deste ano, a Ouvidoria da Polícia de São Paulo denunciou o espancamento de 22 presas da Cadeia Pública de Santa Rosa do Viterbo, no interior de São Paulo. Oito PMs e cinco policiais civis foram denunciados pelas agressões."
Em 1997, membros da PM de São Paulo foram filmados torturando e assassinando um civil em Diadema, na Favela Naval. O caso que ficou conhecido como Caso Favela Naval se tornou um escândalo, culminando com a demissão de vários membros da Polícia Militar. A população e outras autoridades protestaram, pedindo a demissão do Secretário da Segurança Pública, mas o governador Mario Covas não cedeu. Em 29 de agosto de 1997, o garoto Ives Ota, na época com 8 anos de idade, foi sequestrado e morto por um grupo formado por três homens - dois ex-PMs." Em 1999, membros da Polícia Militar foram acusados de queimar e espancar dois adolescentes.